# نادي ميناء التوغو
الجمعية الرياضية لميناء التوغو هو نادي كرة قدم توغولي تأسس سنة 1984

## الإنجازات
- البطولة الوطنية التوغولية: 1

2017
- كأس توغو: 2
  - البطل: 2006، 2017
  - الوصيف: 2016

1. ↑   https://www.bbc.com/afrique/sports-40083633. {{استشهاد ويب}}: |url= بحاجة لعنوان (مساعدة) والوسيط |title= غير موجود أو فارغ (من ويكي بيانات) (مساعدة)